# Liste des ascensions du Tour de France 2019
La liste des ascensions du Tour de France 2019 répertorie les cols et côtes empruntés par les coureurs lors de la 106e édition de la course cycliste par étape du Tour de France.

## Présentation
Un total de 65 ascensions sont répertoriées pour l'édition 2019 : 5 classées hors catégorie, 14 de première catégorie, 11 de deuxième, 21 de troisième et 14 de quatrième. Une ascension lors de la 19e étape et deux lors de la 20e ne seront finalement pas empruntées.
Le point culminant est atteint au col de l'Iseran (Alpes) dans le département de la Savoie, lors de la 19e étape. Le Souvenir Henri-Desgrange y est décerné au coureur Colombien Egan Bernal, futur vainqueur de la compétition.

## Répartition
Par massif
Pour des raisons techniques, il est temporairement impossible d'afficher le graphique qui aurait dû être présenté ici.

Par catégorie
Pour des raisons techniques, il est temporairement impossible d'afficher le graphique qui aurait dû être présenté ici.

## Liste
| Ascension                                | Catégorie | Département             | Massif montagneux   | Altitude | Étape | Coureur en tête au sommet |
| ---------------------------------------- | --------- | ----------------------- | ------------------- | -------- | ----- | ------------------------- |
| Mur de Grammont                          | 3e        | Flandre-Orientale       | Ardennes flamandes  | 106 m    | 1re   | Greg Van Avermaet         |
| Bosberg                                  | 4e        | Flandre-Orientale       | Ardennes flamandes  | 103 m    | 1re   | Xandro Meurisse           |
| Côte de Nanteuil-la-Forêt                | 4e        | Marne                   | Montagne de Reims   | 256 m    | 3e    | Tim Wellens               |
| Côte d'Hautvillers                       | 3e        | Marne                   | Montagne de Reims   | 900 m    | 3e    | Tim Wellens               |
| Côte de Champillon                       | 3e        | Marne                   | Montagne de Reims   | 258 m    | 3e    | Tim Wellens               |
| Côte de Mutigny                          | 3e        | Marne                   | Montagne de Reims   | 900 m    | 3e    | Tim Wellens               |
| Côte de Rosières                         | 4e        | Meuse                   | Montagne de Reims   | 318 m    | 4e    | Michael Schär             |
| Côte de Maron                            | 4e        | Meuse                   | Montagne de Reims   | 392 m    | 4e    | Wilco Kelderman           |
| Côte de Grendelbruch                     | 3e        | Bas-Rhin                | Vosges              | 543 m    | 5e    | Tim Wellens               |
| Côte Haut-Koenigsbourg                   | 2e        | Bas-Rhin                | Vosges              | 554 m    | 5e    | Tim Wellens               |
| Côte des Trois-Epis                      | 2e        | Haut-Rhin               | Vosges              | 659 m    | 5e    | Toms Skujiņš              |
| Côte des Cinq-Châteaux                   | 3e        | Haut-Rhin               | Vosges              | 558 m    | 5e    | Xandro Meurisse           |
| Le Markstein                             | 1e        | Haut-Rhin               | Vosges              | 1 183 m  | 6e    | Tim Wellens               |
| Col du Grand Ballon                      | 3e        | Haut-Rhin               | Vosges              | 1 336 m  | 6e    | Thomas De Gendt           |
| Col du Hundsruck                         | 2e        | Haut-Rhin               | Vosges              | 748 m    | 6e    | Natnael Berhane           |
| Col du Ballon d'Alsace                   | 1e        | Haut-Rhin               | Vosges              | 1 173 m  | 6e    | Tim Wellens               |
| Col des Croix                            | 3e        | Vosges                  | Vosges              | 678 m    | 6e    | Thomas De Gendt           |
| Col des Chevrères                        | 1e        | Haute-Saône             | Vosges              | 914 m    | 6e    | Giulio Ciccone            |
| La Planche des Belles Filles             | 1e        | Haute-Saône             | Vosges              | 1 140 m  | 6e    | Dylan Teuns               |
| Col de Ferrière                          | 4e        | Doubs                   | Jura                | 592 m    | 7e    | Yoann Offredo             |
| Côte de Chassagne-Saint-Denis            | 3e        | Doubs                   | Jura                | 546 m    | 7e    | Stéphane Rossetto         |
| Côte de Nans-sous-Sainte-Anne            | 4e        | Doubs                   | Jura                | 565 m    | 7e    | Yoann Offredo             |
| Col de la Croix Montmain                 | 2e        | Rhône                   | Massif central      | 737 m    | 8e    | Thomas De Gendt           |
| Col de la Croix de Thel                  | 2e        | Rhône                   | Massif central      | 650 m    | 8e    | Thomas De Gendt           |
| Col de la Croix Paquet                   | 2e        | Rhône                   | Massif central      | 598 m    | 8e    | Thomas De Gendt           |
| Côte d'Affoux                            | 3e        | Rhône                   | Massif central      | 827 m    | 8e    | Thomas De Gendt           |
| Côte de la Croix-de-Part                 | 2e        | Rhône                   | Massif central      | 738 m    | 8e    | Thomas De Gendt           |
| Côte d'Aveize                            | 2e        | Rhône                   | Massif central      | 778 m    | 8e    | Thomas De Gendt           |
| Côte de la Jaillère                      | 3e        | Loire                   | Massif central      | 689 m    | 8e    | Thomas De Gendt           |
| Mur d'Aurec-sur-Loire                    | 1e        | Haute-Loire             | Massif central      | 802 m    | 9e    | Tiesj Benoot              |
| Côte des Guillaumanches                  | 3e        | Haute-Loire             | Massif central      | 1 015 m  | 9e    | Daryl Impey               |
| Côte de Saint-Just                       | 3e        | Haute-Loire             | Massif central      | 731 m    | 9e    | Daryl Impey               |
| Côte de Mallet                           | 4e        | Cantal                  | Massif central      | 907 m    | 10e   | Natnael Berhane           |
| Côte de Chaudes-Aigues                   | 3e        | Cantal                  | Massif central      | 974 m    | 10e   | Natnael Berhane           |
| Côte d'Espalion                          | 3e        | Aveyron                 | Massif central      | 603 m    | 10e   | Natnael Berhane           |
| Côte de La Malric                        | 3e        | Aveyron                 | Massif central      | 492 m    | 10e   | Natnael Berhane           |
| Côte de Tonnac                           | 3e        | Tarn                    | Massif central      | 346 m    | 11e   | Anthony Perez             |
| Côte de Castelnau-de-Montmiral           | 4e        | Tarn                    | Massif central      | 266 m    | 11e   | Anthony Perez             |
| Côte de Montloulieu-Saint-Bernard        | 4e        | Haute-Garonne           | Pyrénées            | 377 m    | 12e   | Tim Wellens               |
| Col de Peyresourde                       | 1e        | Haute-Garonne           | Pyrénées            | 1 569 m  | 12e   | Tim Wellens               |
| Hourquette d'Ancizan                     | 1e        | Hautes-Pyrénées         | Pyrénées            | 1 564 m  | 12e   | Simon Yates               |
| Côte de Labatmale                        | 4e        | Pyrénées-Atlantiques    | Pyrénées            | 472 m    | 14e   | Vincenzo Nibali           |
| Col du Soulor                            | 1e        | Hautes-Pyrénées         | Pyrénées            | 1 474 m  | 14e   | Tim Wellens               |
| Col du Tourmalet                         | HC        | Hautes-Pyrénées         | Pyrénées            | 2 115 m  | 14e   | Thibaut Pinot             |
| Col de Montségur                         | 2e        | Ariège                  | Pyrénées            | 1 059 m  | 15e   | Michael Woods             |
| Port de Lers                             | 1e        | Ariège                  | Pyrénées            | 1 517 m  | 15e   | Romain Bardet             |
| Mur de Péguère                           | 1e        | Ariège                  | Pyrénées            | 1 375 m  | 15e   | Simon Geschke             |
| Prat d'Albis                             | 1e        | Ariège                  | Pyrénées            | 1 205 m  | 15e   | Simon Yates               |
| Côte de Saint-Jean-du-Pin                | 4e        | Gard                    | Massif central      | 269 m    | 16e   | Lars Bak                  |
| Côte de la Rochette-du-Buis              | 4e        | Drôme                   | Alpes               | 756 m    | 17e   | Thomas De Gendt           |
| Col de la Sentinelle                     | 3e        | Hautes-Alpes            | Alpes               | 981 m    | 17e   | Matteo Trentin            |
| Côte des Demoiselles Coiffées            | 3e        | Hautes-Alpes            | Alpes               | 1 024 m  | 18e   | Alexey Lutsenko           |
| Col de Vars                              | 1e        | Alpes-de-Haute-Provence | Alpes               | 2 109 m  | 18e   | Tim Wellens               |
| Col d'Izoard                             | HC        | Hautes-Alpes            | Alpes               | 2 360 m  | 18e   | Damiano Caruso            |
| Col du Galibier                          | HC        | Hautes-Alpes            | Alpes               | 2 642 m  | 18e   | Nairo Quintana            |
| Côte de Saint-André                      | 3e        | Savoie                  | Alpes               | 1 165 m  | 19e   | Daniel Martin             |
| Montée d'Aussois                         | 2e        | Savoie                  | Alpes               | 1 467 m  | 19e   | Damiano Caruso            |
| Col de la Madeleine                      | 3e        | Savoie                  | Alpes               | 1 746 m  | 19e   | Damiano Caruso            |
| Col de l'Iseran Souvenir Henri-Desgrange | HC        | Savoie                  | Alpes               | 2 770 m  | 19e   | Egan Bernal               |
| Montée de Tignes                         | 1e        | Savoie                  | Alpes               | 2 089 m  | 19e   | Étape interrompue         |
| Cormet de Roselend                       | 1e        | Savoie                  | Alpes               | 1 968 m  | 20e   | Étape déviée              |
| Côte de Longefoy                         | 2e        | Savoie                  | Alpes               | 1 190 m  | 20e   | Étape déviée              |
| Val Thorens                              | HC        | Savoie                  | Alpes               | 2 365 m  | 20e   | Vincenzo Nibali           |
| Côte de Saint-Rémy-lès-Chevreuse         | 4e        | Yvelines                | Vallée de Chevreuse | 153 m    | 21e   | Tim Wellens               |
| Côte de Châteaufort                      | 4e        | Yvelines                | Vallée de Chevreuse | 152 m    | 21e   | Yoann Offredo             |

## Classement final du Grand-Prix de la montagne

Portraits des trois premiers du classement
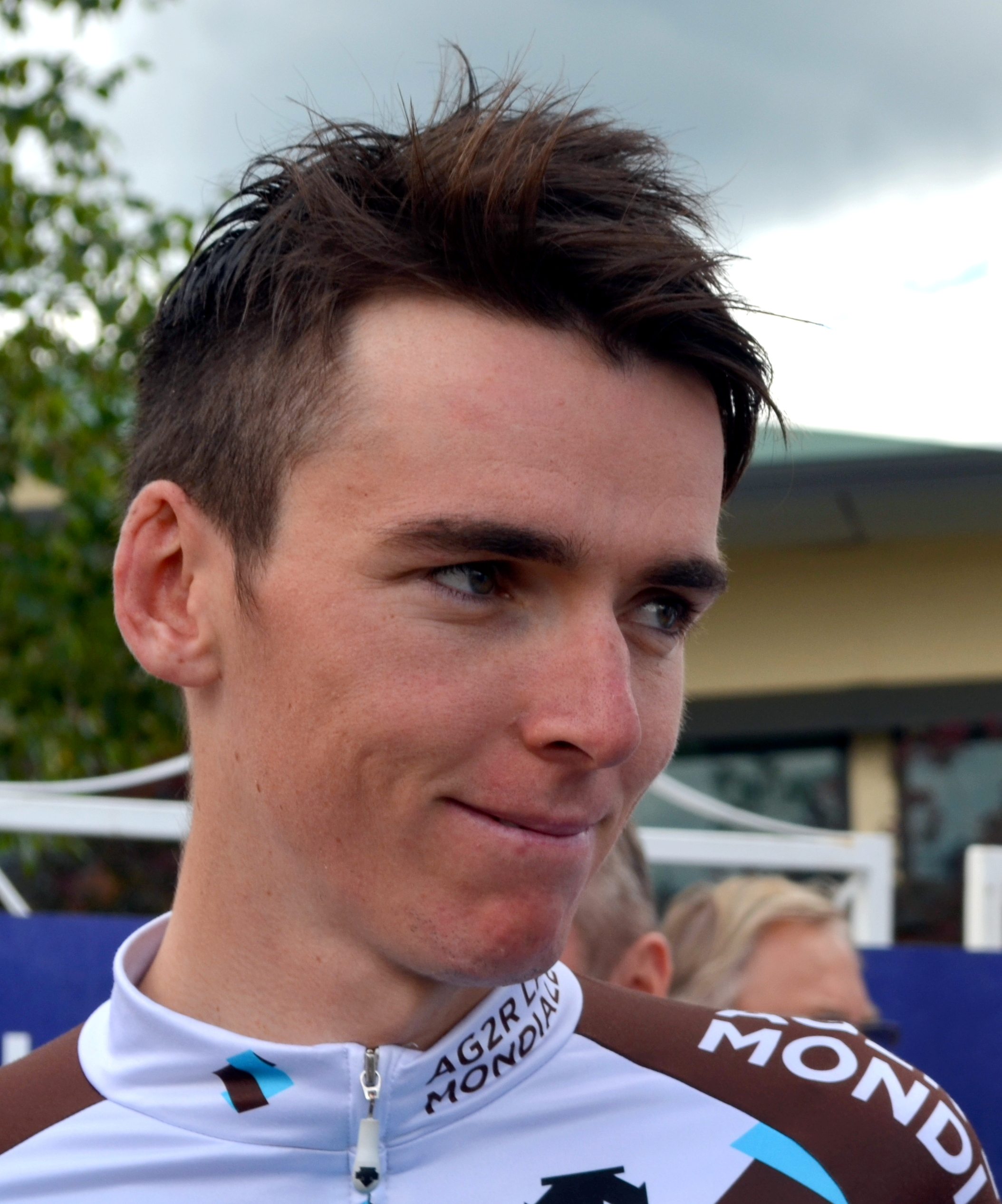
1. Romain Bardet
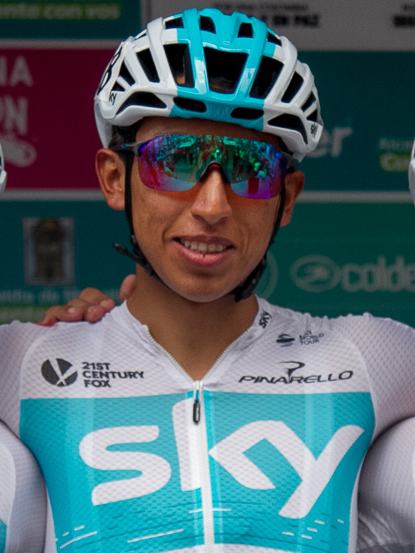
2. Egan Bernal
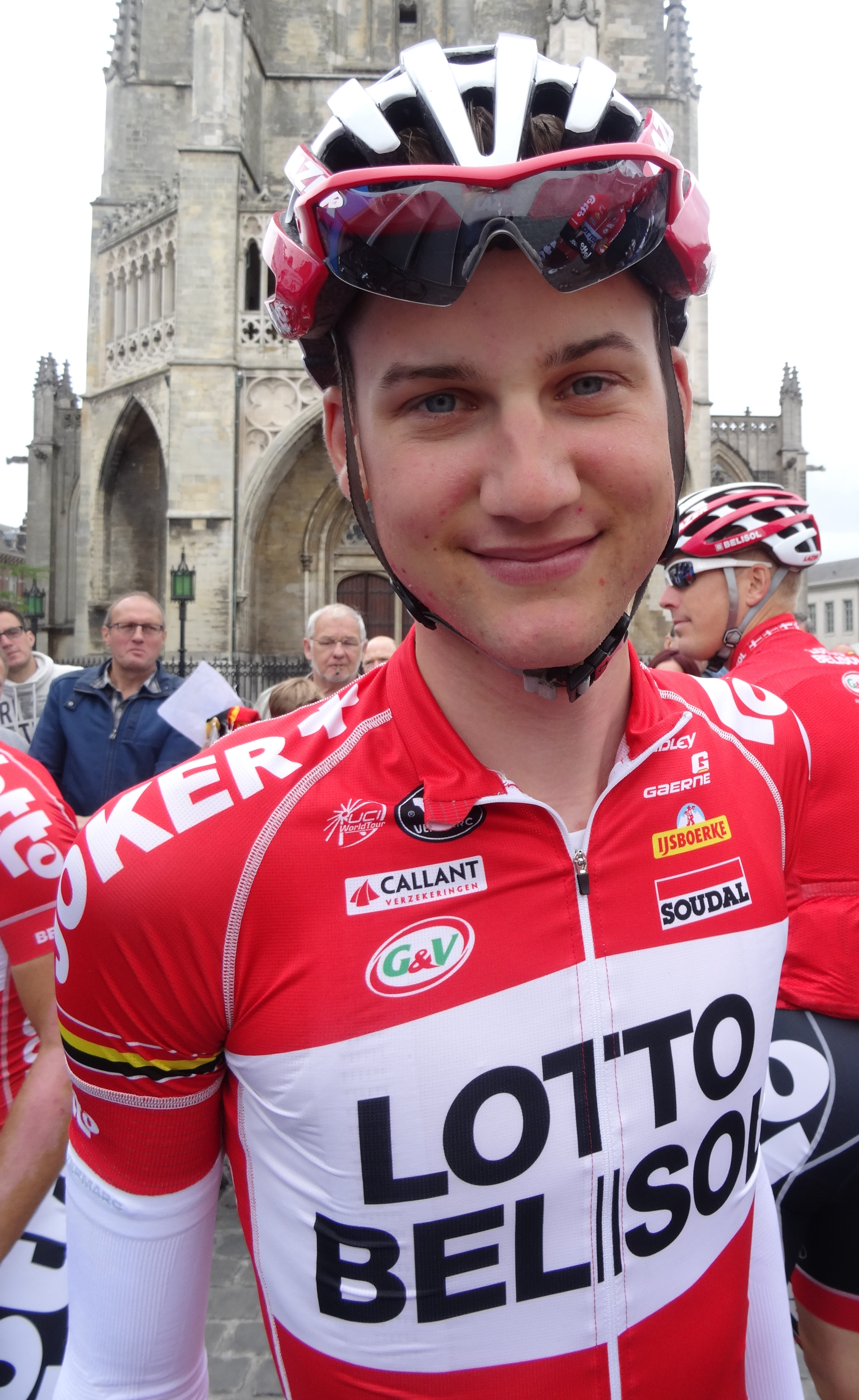
3. Tim Wellens

| Classement de la montagne | Classement de la montagne | Classement de la montagne | Classement de la montagne | Classement de la montagne |
| Coureur                   | Coureur                   | Pays                      | Équipe                    | Points                    |
| ------------------------- | ------------------------- | ------------------------- | ------------------------- | ------------------------- |
| 1er                       | Romain Bardet             | France                    | AG2R La Mondiale          | 86 pts                    |
| 2e                        | Egan Bernal               | Colombie                  | Team Ineos                | 78 pts                    |
| 3e                        | Tim Wellens               | Belgique                  | Lotto-Soudal              | 75 pts                    |
| 4e                        | Damiano Caruso            | Italie                    | Bahrain-Merida            | 67 pts                    |
| 5e                        | Vincenzo Nibali           | Italie                    | Bahrain-Merida            | 59 pts                    |
| 6e                        | Simon Yates               | Royaume-Uni               | Mitchelton-Scott          | 59 pts                    |
| 7e                        | Nairo Quintana            | Colombie                  | Movistar Team             | 58 pts                    |
| 8e                        | Alexey Lutsenko           | Kazakhstan                | Astana                    | 45 pts                    |
| 9e                        | Steven Kruijswijk         | Pays-Bas                  | Team Jumbo-Visma          | 44 pts                    |
| 10e                       | Mikel Landa               | Espagne                   | Movistar Team             | 42 pts                    |